# Festung Luxemburg

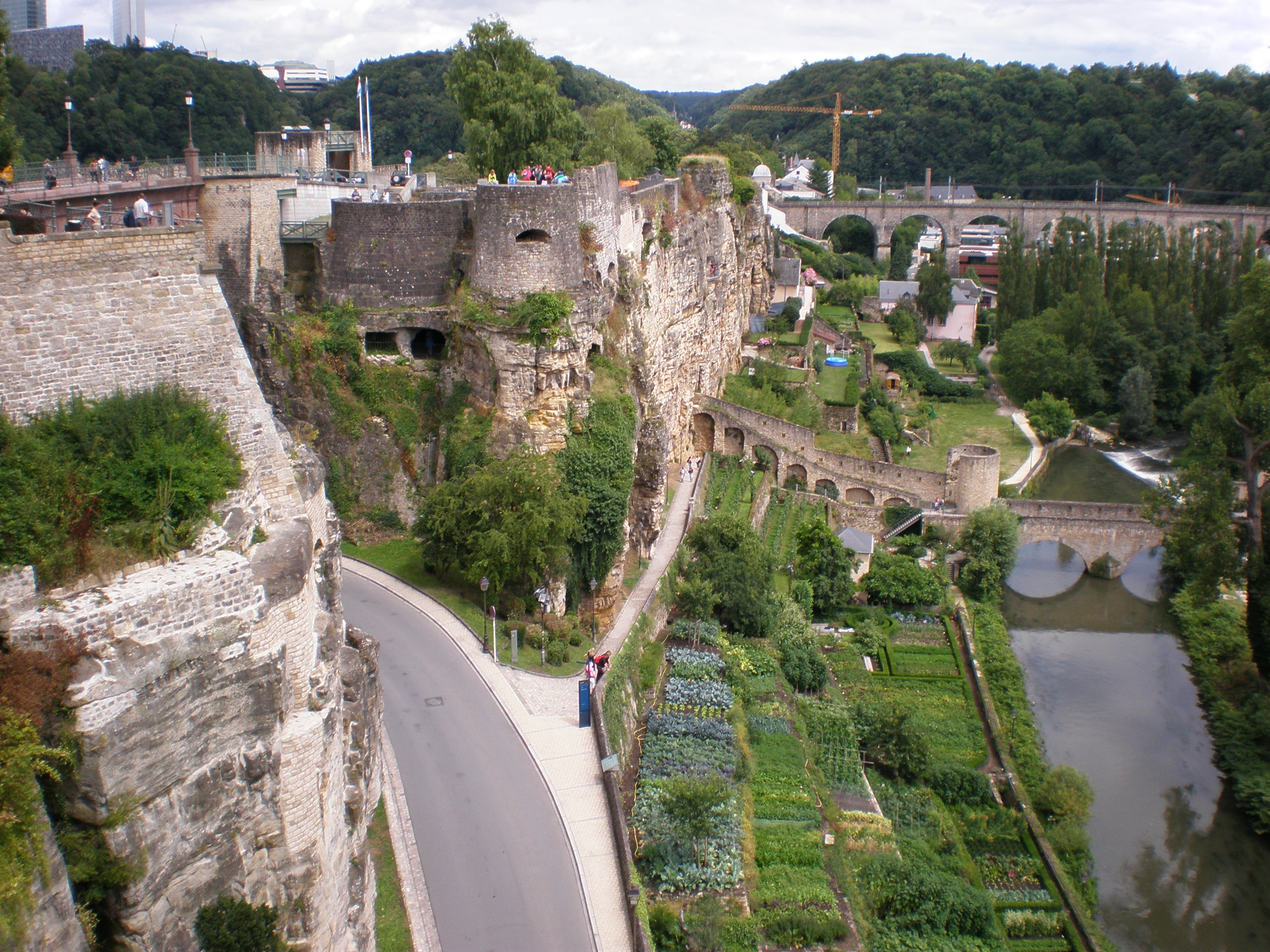
Der Bockfelsen

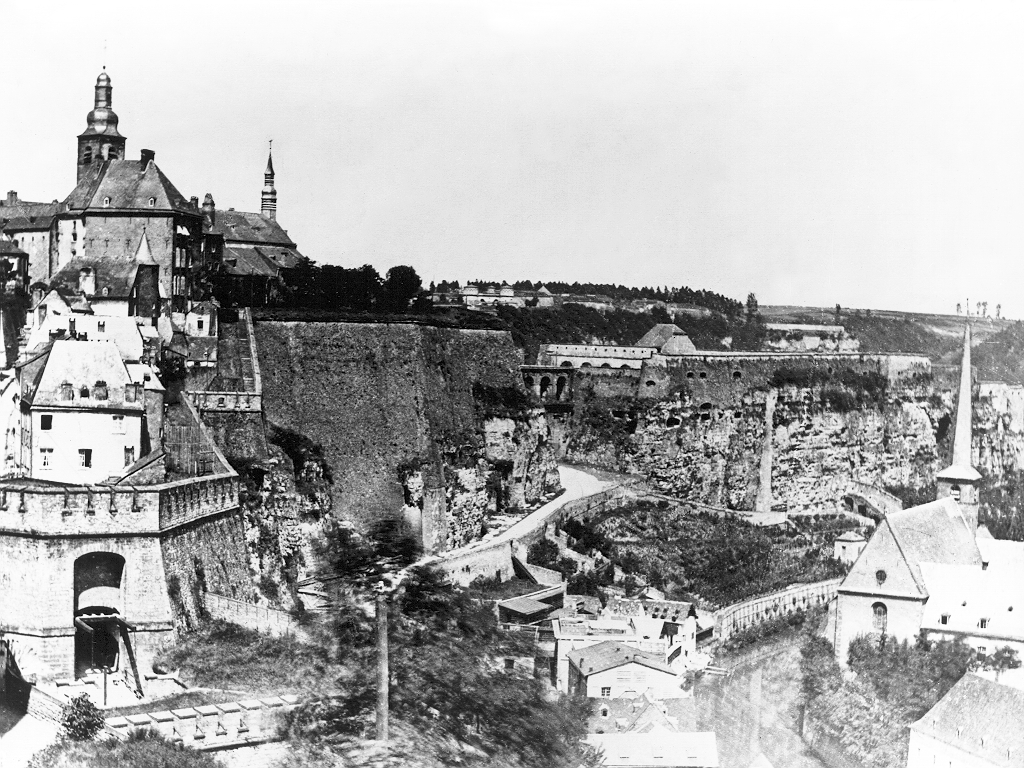
Festung Luxemburg vor ihrer Zerstörung

Die Festung Luxemburg, im Großherzogtum auch stolz mit dem vereinfachten Zitat Carnots als Gibraltar vum Norden (übersetzt hochdeutsch: Gibraltar des Nordens) bezeichnet, war bis zu ihrer Schleifung im Jahre 1867 eine Wehranlage der Stadt Luxemburg von strategischer Bedeutung für die Grenzregion zwischen Frankreich, dem Deutschen Bund und den Niederlanden bzw. Belgien.

## Römerkastell
In der Römerzeit kreuzten sich auf einem Plateau oberhalb der Flüsschen Alzette und Petruss zwei Straßen; die eine führte von Arlon nach Trier und die andere nach Thionville. Um diese Kreuzung wurde eine kreisförmig verlaufende hölzerne Palisade errichtet, hinter die sich die Bauern der Umgebung bei einem Überfall zurückziehen konnten. Nicht weit davon, am Bockfelsen, existierte das römische Kleinkastell Lucilinburhuc – aus diesem Namen entwickelte sich über Lützelburg der spätere Name Luxemburg.

## Burg
Nach dem Rückzug der Römer verfiel das verlassene Kastell, bis im Jahre 963 der Ardennengraf Siegfried I., als Graf im Moselgau, die Rechte am Kastell gegen Ländereien in Feulen bei Ettelbrück (Alzette) mit dem Kloster St. Maximin in Trier eintauschte. Oberhalb des Kastells ließ er eine kleine Burg errichten, die über eine Zugbrücke mit dem Plateau verbunden war. Mit der Zeit bildete sich auf dem Plateau eine Siedlung, die nach etwa 200 Jahren zu einer kleinen Stadt anwuchs. Mitte des 12. Jahrhunderts schützte eine feste Stadtmauer auf der Höhe der heutigen Rue du fossé die Stadt. Im 14. Jahrhundert erfolgte der Bau einer zweiten Stadtmauer, die das Gebiet des Rham-Plateaus mit einschloss. Eine dritte umschloss später das Stadtgebiet bis auf Höhe des heutigen Boulevard Royal.

## Festung

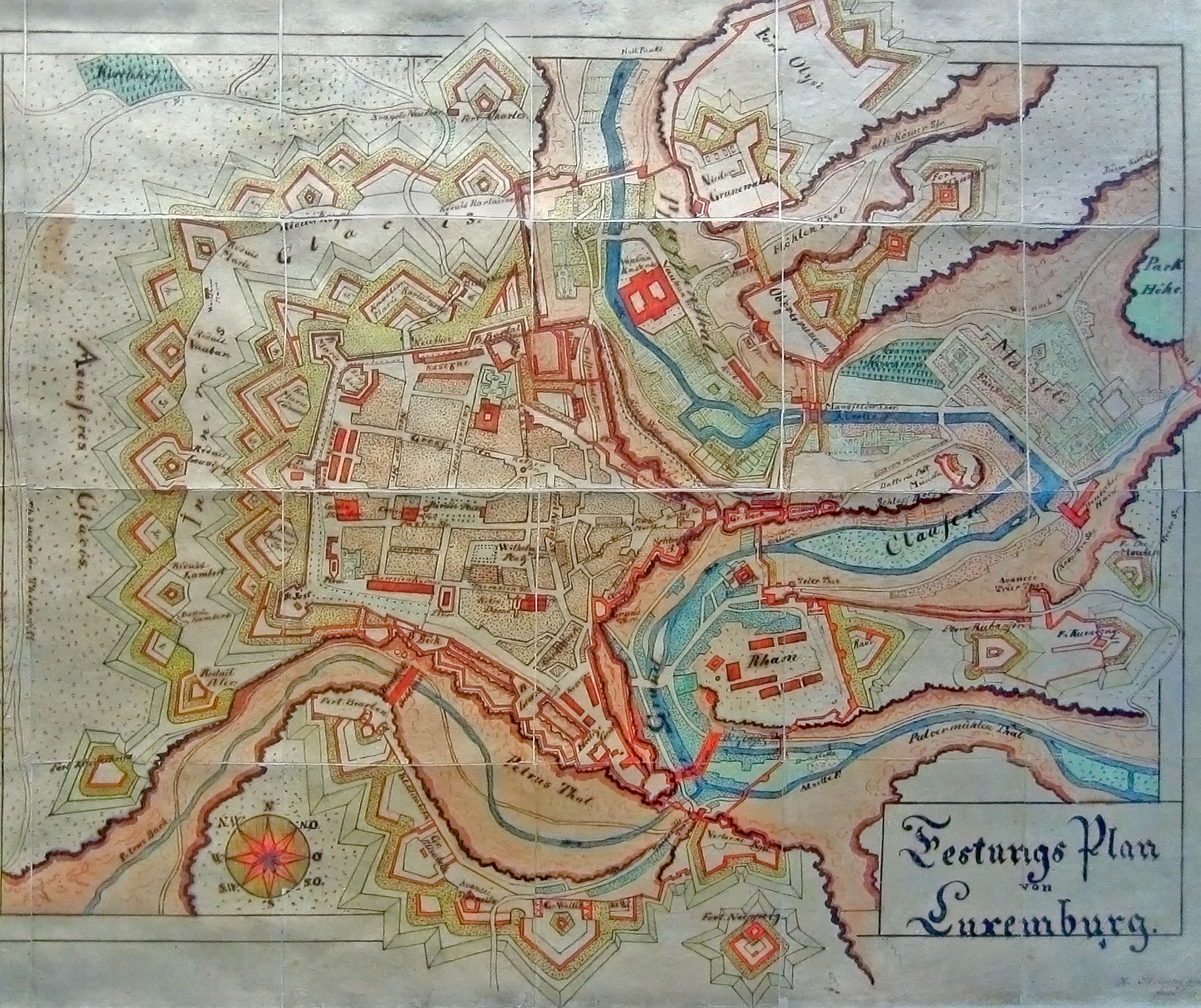
Festungsplan von Luxemburg (Militärhistorisches Museum der Bundeswehr)

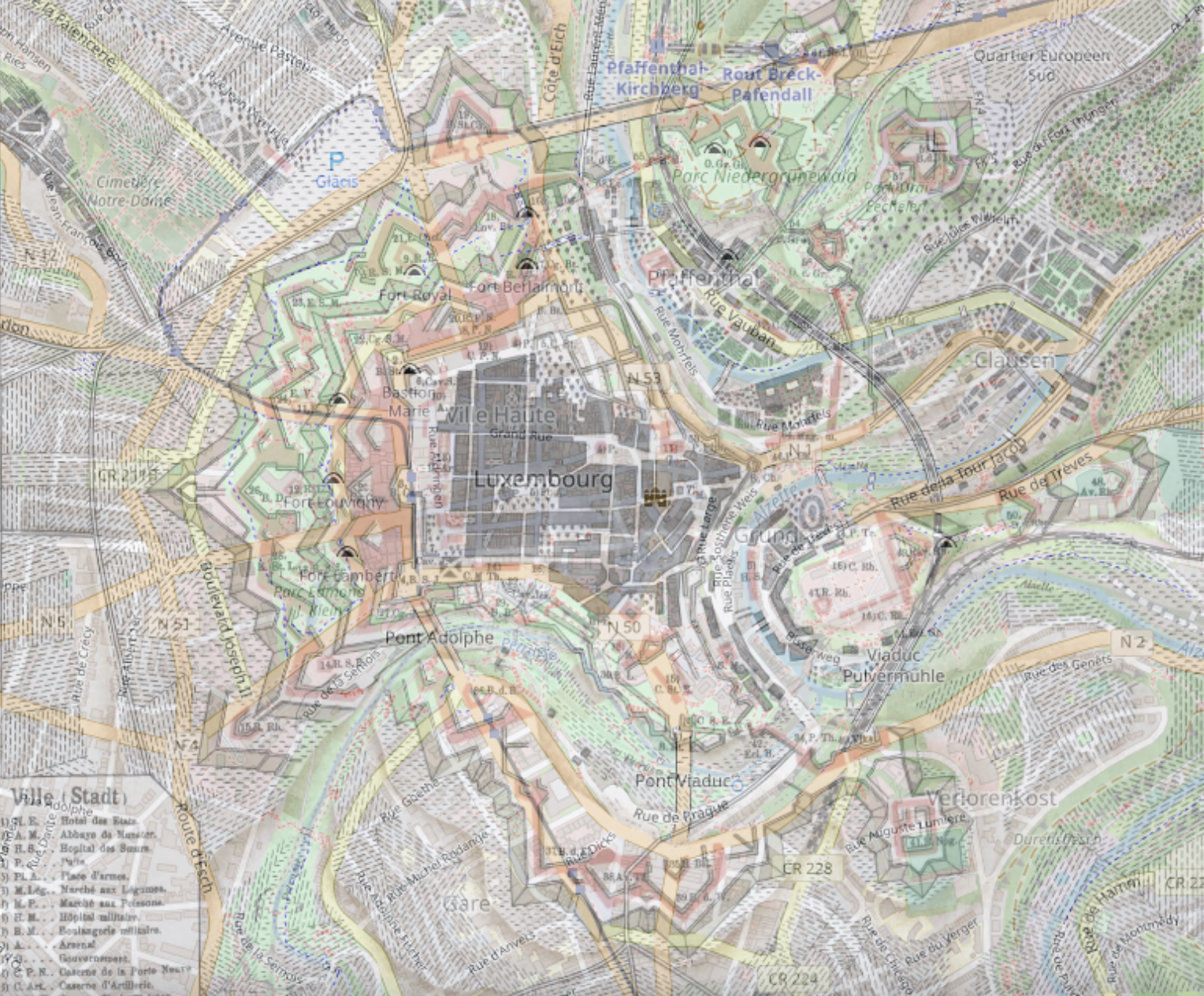
Overlay map of the Fortress of Luxembourg in 1794

Am 22. November 1443 ließ Philipp der Gute die Stadt Luxemburg durch einen nächtlichen Überraschungsangriff einnehmen und plündern. Die Besatzung des Schlosses auf dem Bockfelsen wurde ausgehungert und kapitulierte am 11. Dezember 1443.
Mit der Eroberung begann für Luxemburg eine Zeit der Fremdherrschaft durch das Haus Burgund, die Franzosen, die spanischen und die österreichischen Habsburger. Während dieser Zeit wurde die Festung kontinuierlich ausgebaut und den militärischen Erfordernissen der Zeit angepasst. Bemerkenswert sind die von den Spaniern und Österreichern angelegten Kasematten.
Am Ende der Entwicklung bestand die Festung Luxemburg aus drei Festungswällen, auf einer Fläche von 180 ha (Fläche der Stadt: ca. 120 ha). Im Innern der Festung gab es eine Vielzahl von Bastionen, im Zentrum 15 Forts, außerhalb noch einmal 9. Ein Netz von 23 km unterirdischer Galerien (Kasematten) war verbunden mit über 40.000 m² bombensicheren Räumen.
Im Ersten Koalitionskrieg wurde Luxemburg 1795 von französischen Truppen belagert. Die drohende Niederlage vor Augen und in Angst vor Plünderungen und Massakern kapitulierte die österreichische Besatzung der Festung. Der französische Politiker und Ingenieur Carnot stellte den Sieg als großen Erfolg Frankreichs dar, der es erlaubte, den Krieg ohne Gefahr über die Grenzen hinauszutreiben. In seiner Ansprache an die Französische Nationalversammlung bezeichnete er dabei die Festung als „größte Festung Europas nach Gibraltar“ und aufgrund ihrer Stützpunktfunktion für den Gegner größte Gefahr Frankreichs. Der Vergleich bezog sich auf den bislang unbezwungenen Felsen Gibraltar an der Südspitze der iberischen Halbinsel.

## Die Festung Luxemburg als Festung des Deutschen Bundes
Von 1815 bis 1866 war die Festung Luxemburg eine von fünf Bundesfestungen des Deutschen Bundes. Die Festungen hatten primär das Ziel, eine französische Invasion der Gebiete des Deutschen Bundes (zu welchem Luxemburg damals zugehörig war) zu verhindern. Am Rande der Pariser Friedenskonferenz hatten die vier Siegermächte Österreich, Großbritannien, Preußen und Russland am 3. November 1815 die Städte Mainz, Luxemburg und Landau zu Festungen des Deutschen Bundes bestimmt und zudem den Bau einer vierten Bundesfestung am Oberrhein vorgesehen.
Die Besatzung der Bundesfestung Luxemburg mit Truppenteilen des Bundesheers sollte ursprünglich zu drei Vierteln aus Preußen und zu einem Viertel aus Niederländern bestehen. Im Ergänzungstraktat vom 8. November 1816 trat der niederländische König, der zugleich Großherzog von Luxemburg war, Preußen das Recht ab, sowohl den Gouverneur als auch Kommandanten der Festung Luxemburg zu ernennen. Neben den vorgeschriebenen 4000 Mann der Friedensbesatzung, deren Stärke nicht eingehalten wurde, waren bei Gefahr weitere 1500 Preußen und 500 Niederländer in die Festung zu bringen.
Die Stärke der Kriegsbesatzung von Luxemburg war somit auf insgesamt 6000 Mann und 200 Pferde festgelegt worden. Diese Anzahl war dringend notwendig, da sich der Festungsgürtel aus 22 Forts zusammensetzte – davon 15 im Mittelgürtel und 7 im Außengürtel. In den Fels waren zusätzlich großräumige Kasematten und Stollen von insgesamt 22 km Länge gearbeitet worden. Aus diesem Grunde nannte man Luxemburg auch das „Gibraltar des Nordens“. Im Jahre 1867 wies der Gesamtkomplex dieser Festung mit den umliegenden Höhenbefestigungen 24 Forts auf.

## Das Ende der Festung

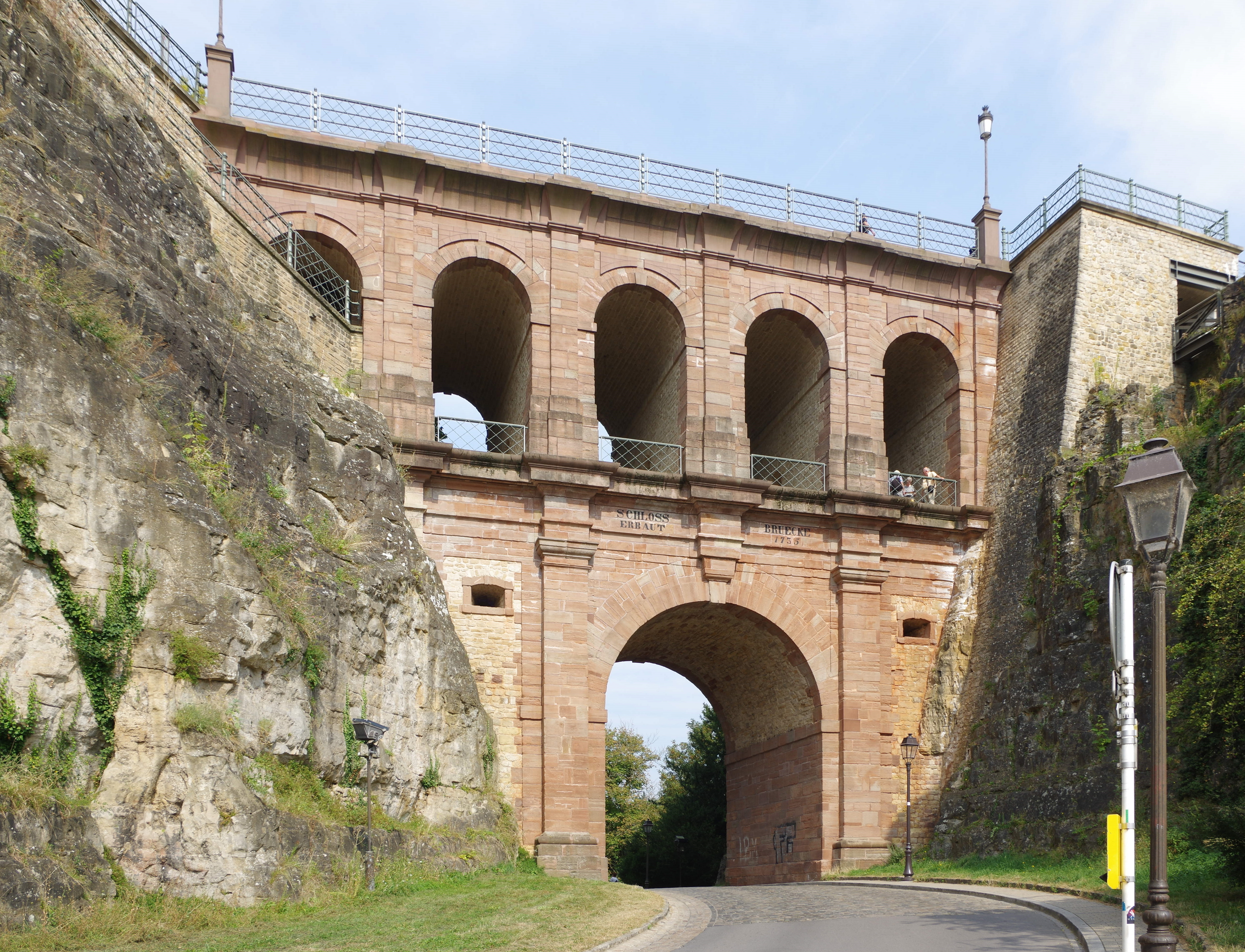
Die Schlossbrücke

Nach dem preußischen Sieg im Deutschen Krieg von 1866 löste sich der Deutsche Bund auf. Unter der Führung Preußens wurde der Norddeutsche Bund als Bundesstaat gegründet, der jedoch nicht mehr Luxemburg umfasste; die preußischen Truppen blieben gleichwohl vorerst in der Festung Luxemburg. Vor dem Krieg hatte der preußische Ministerpräsident Otto von Bismarck der französischen Regierung unter Napoléon III. signalisiert, sie könne Luxemburg annektieren, falls sie Preußen gegen Österreich freie Hand lasse. Nach dem Krieg wusste er dies jedoch zu verhindern. 1867 wurde Luxemburg im Londoner Protokoll für neutral erklärt, sowie festgelegt, dass Preußen seine Garnison auflöste und die Festung geschleift werden sollte.
Die vollständige Unabhängigkeit erreichte Luxemburg nach dem Tod des niederländischen Königs Wilhelm III. im Jahr 1890. Da ihm in den Niederlanden seine Tochter  Wilhelmina auf den Thron folgte, in Luxemburg aber das männliche Erbfolgerecht galt, wurde die Personalunion aufgelöst. Die Luxemburger wählten den deutschen Herzog Adolf aus dem Hause Nassau-Weilburg zum Großherzog.
Ganze 16 Jahre, von 1867 bis 1883, sollte es dauern, bis das Schleifen der Festung endlich abgeschlossen war. Das Schleifen verlief mehr oder weniger chaotisch, vielfach wurden Teile der Festung einfach gesprengt, die brauchbaren Materialien von Anwohnern fortgeschafft und der verbliebene Rest mit Erde zugeschüttet. Dennoch beschloss man, einige Bauwerke als Wahrzeichen der Stadt der Nachwelt zu erhalten. Darunter befinden sich die Vauban-Türme im Pfaffenthal, drei Türme aus der zweiten Stadtmauer, der Eingang des Fort Thüngen, der Jakobsturm mit den Türmen an den Kasernen auf dem Rham-Plateau, die Heiliggeist-Zitadelle, die Schlossbrücke und einzelne der Spanischen Türmchen.
Was heute als Zerstörung eines historischen Bauwerks gelten mag, war damals die Beseitigung eines Wachstumshindernisses für die Stadt. Im direkten Umfeld der Festung war der Bau neuer Häuser aus militärstrategischen Gründen (freies Schussfeld, Minimierung von Deckungsmöglichkeiten für potenzielle Feinde) im Regelfall untersagt. Diese Baubeschränkungen hemmten die Flächenentwicklung der Stadt Luxemburg. Als das Korsett der Festungsanlagen wegfiel, konnte sich die Stadt erstmals seit dem 14. Jahrhundert stärker in das Umland ausdehnen. Im Süden erschloss die neue Adolphe-Brücke das Plateau Bourbon, im Westen wurde der Boulevard Royal mit einem anschließenden großen Park gebaut.

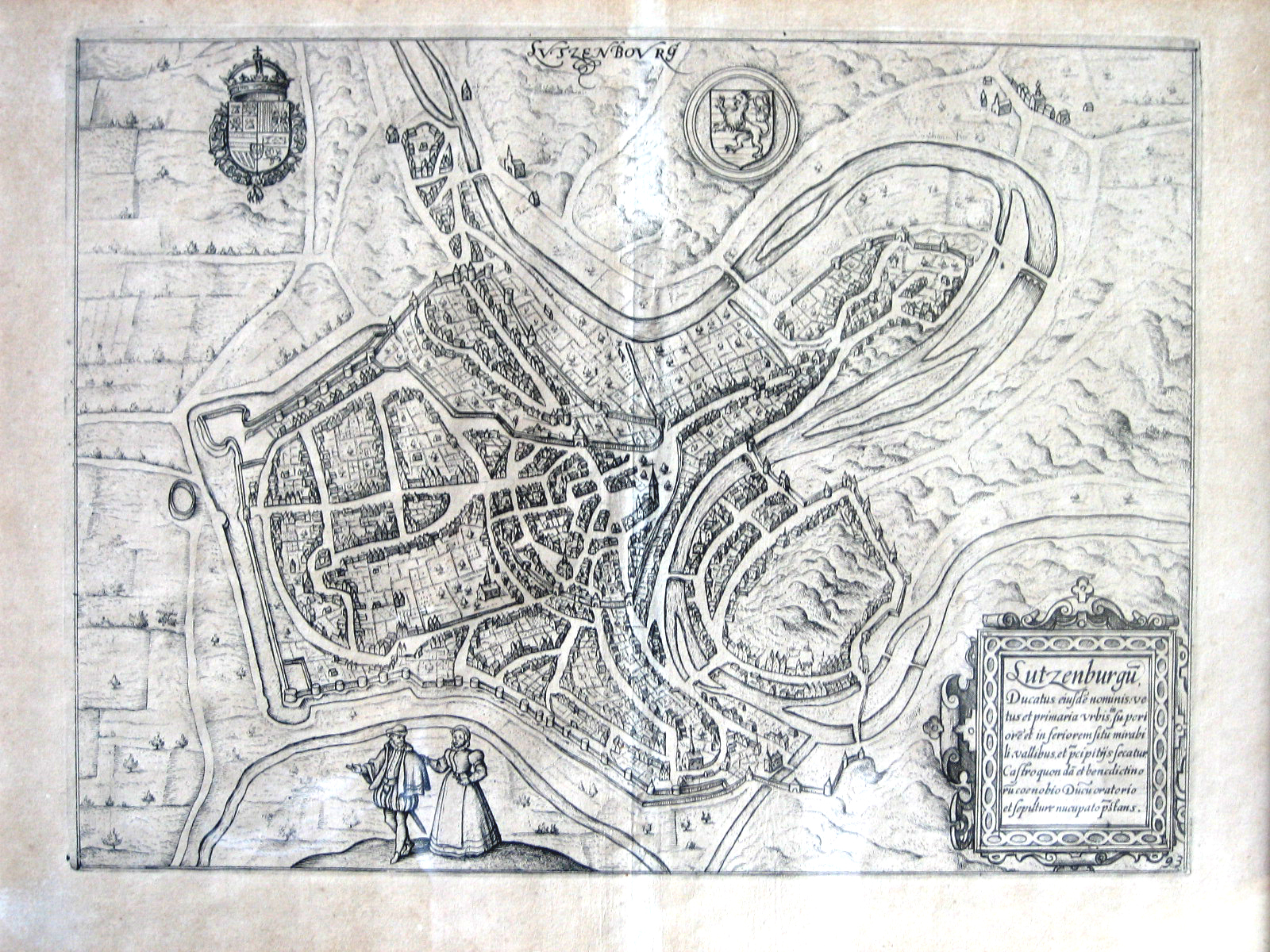
Die Festung 1590
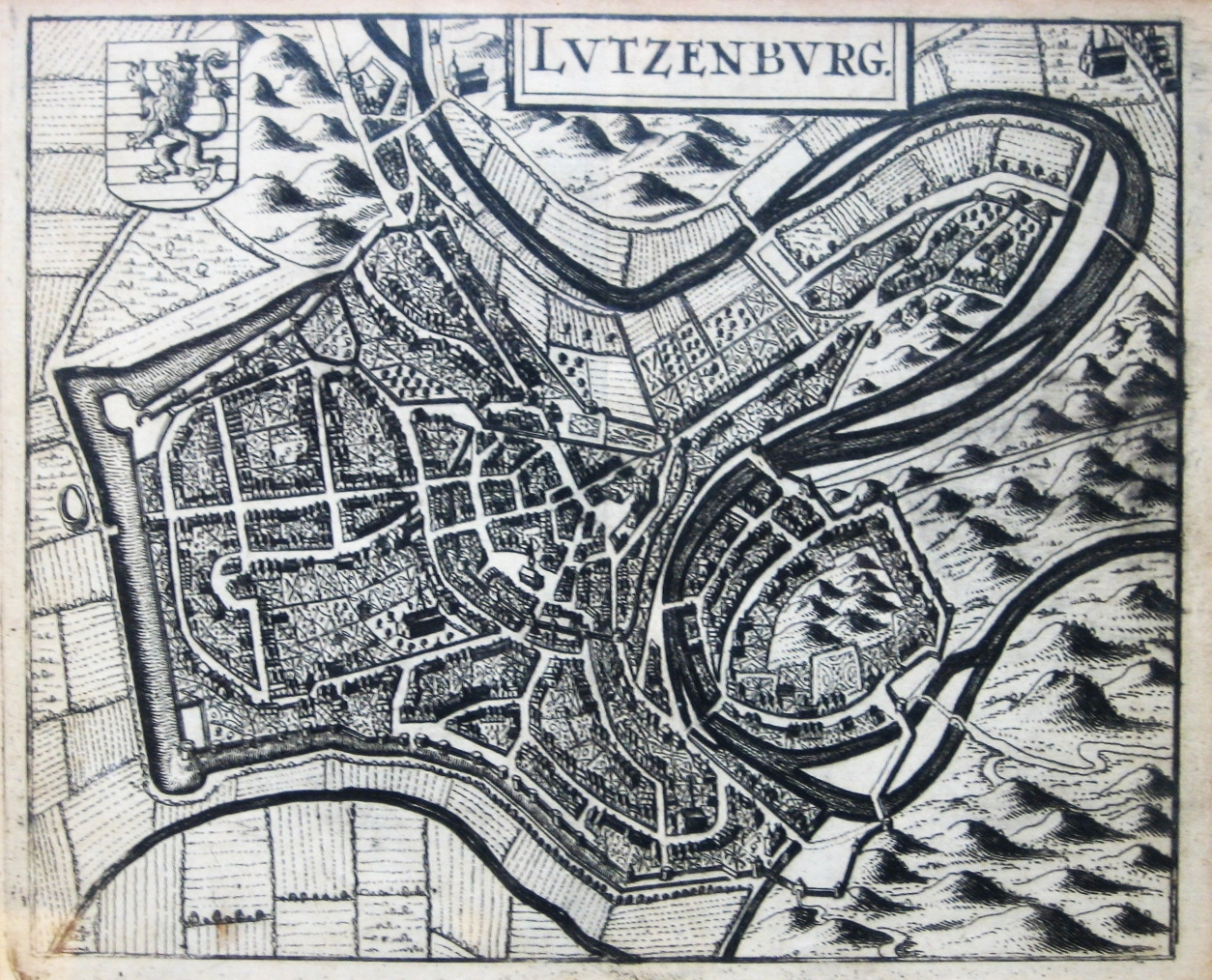
Die Festung 1652
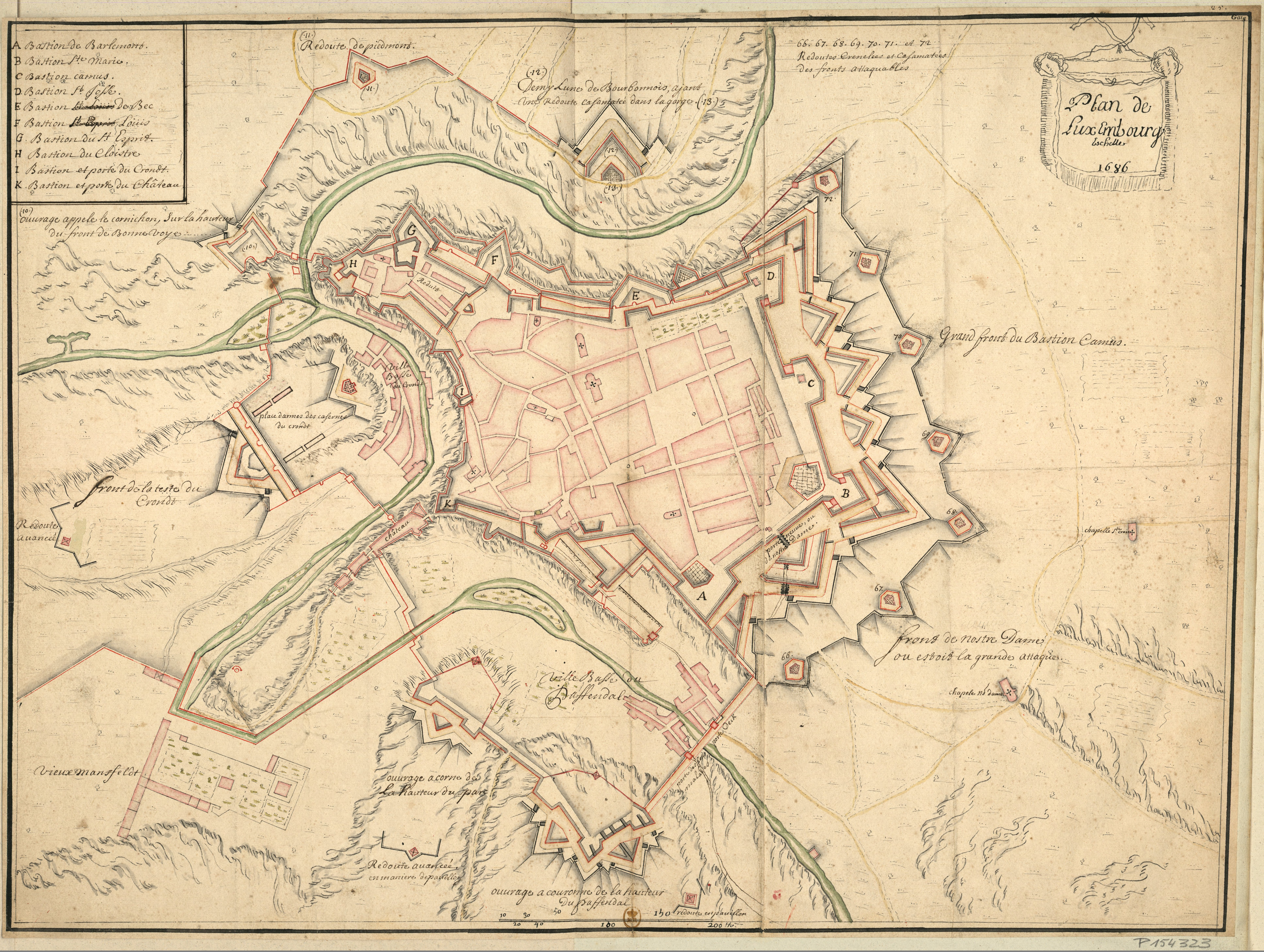
Die Festung 1686
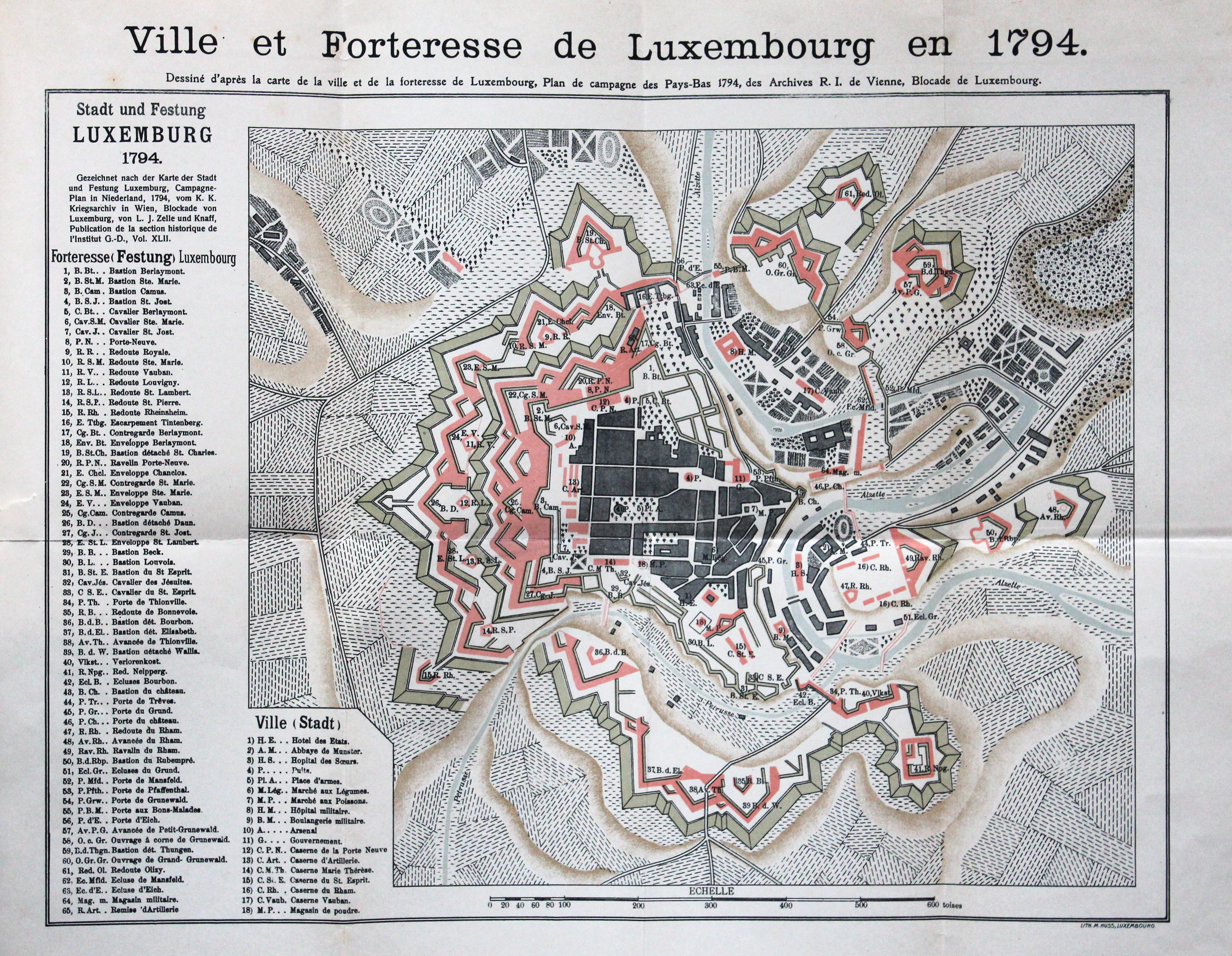
Die Festung 1794
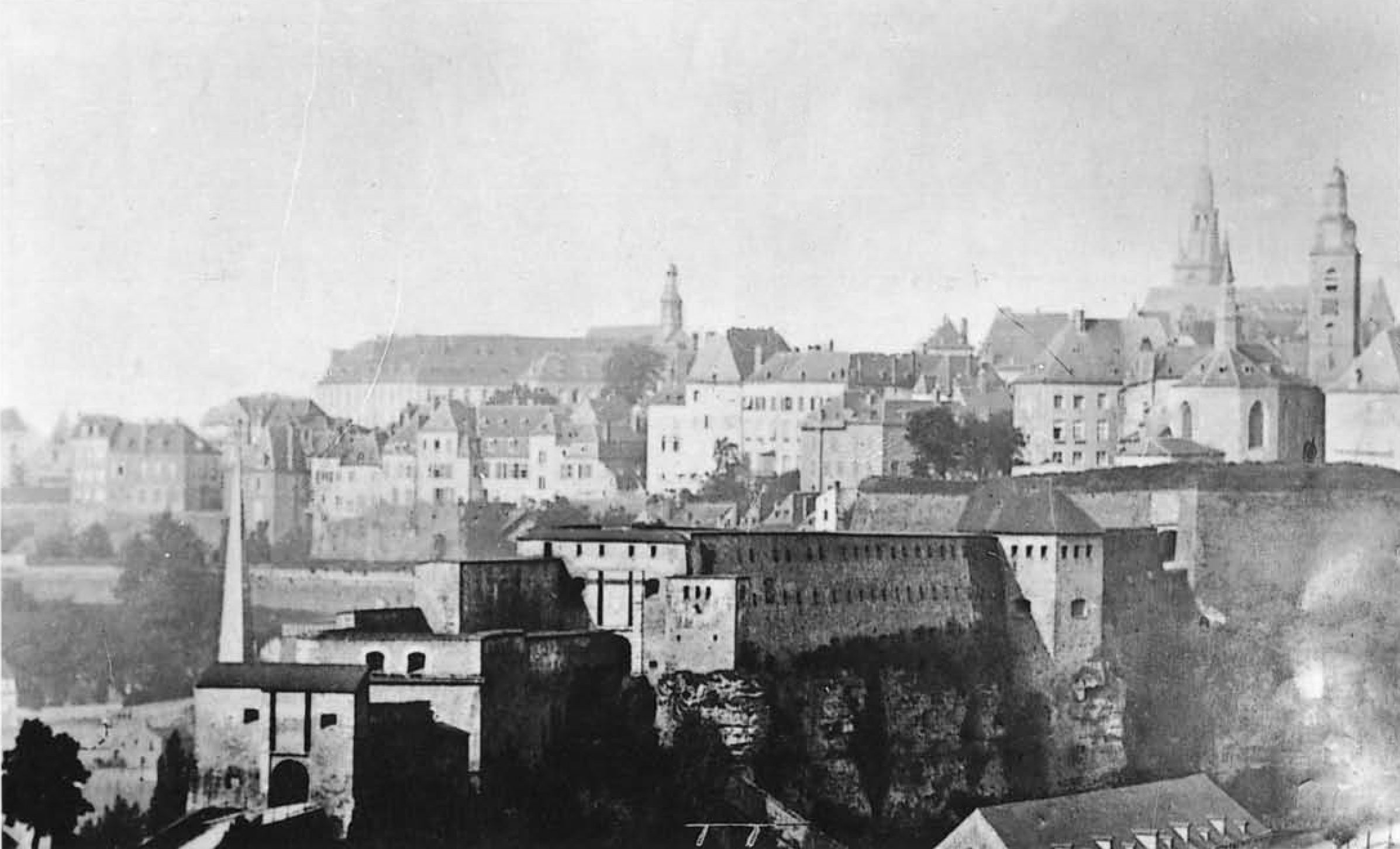
Der Bockfelsen 1867
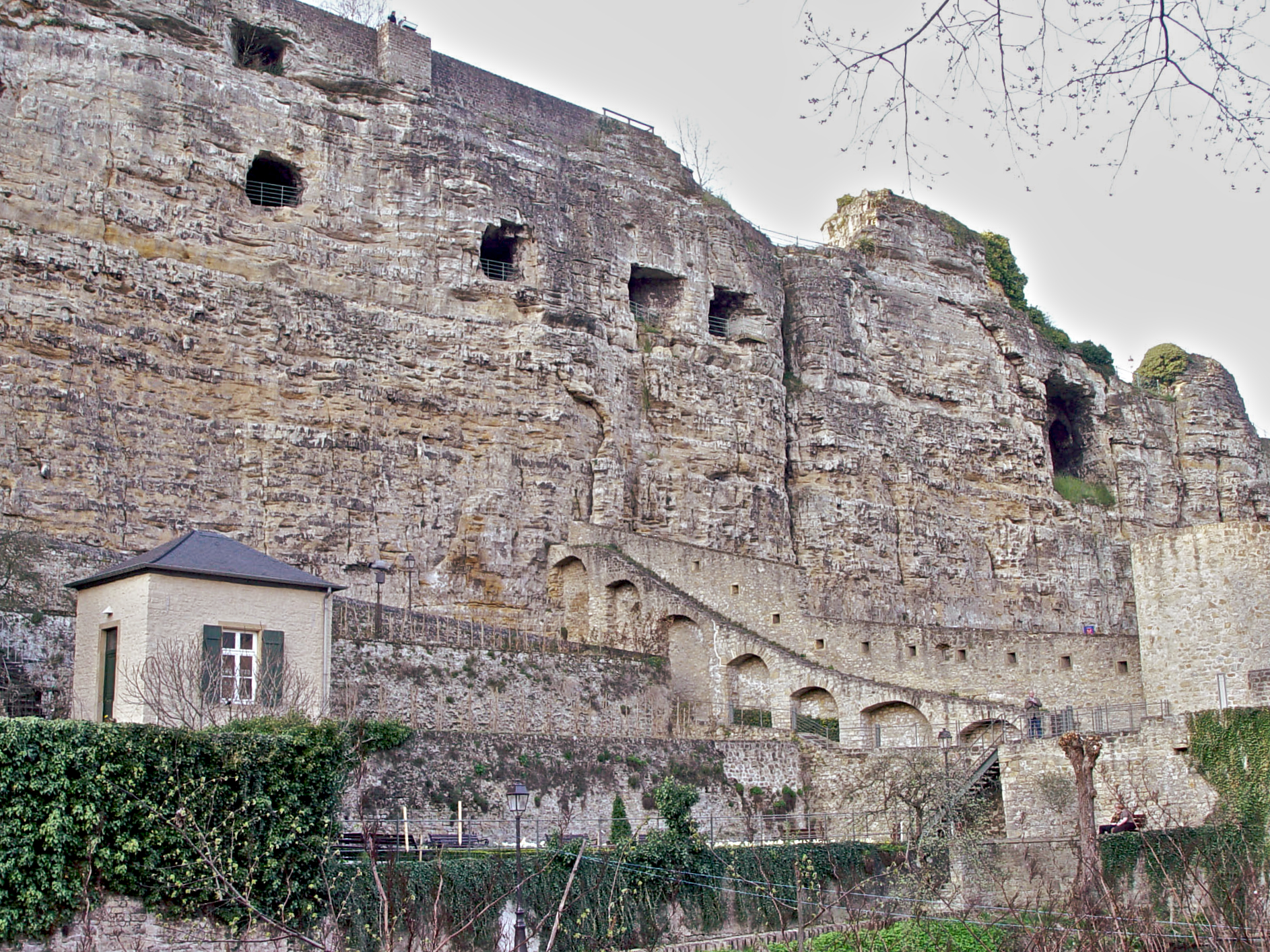
Der Bockfelsen, 2009
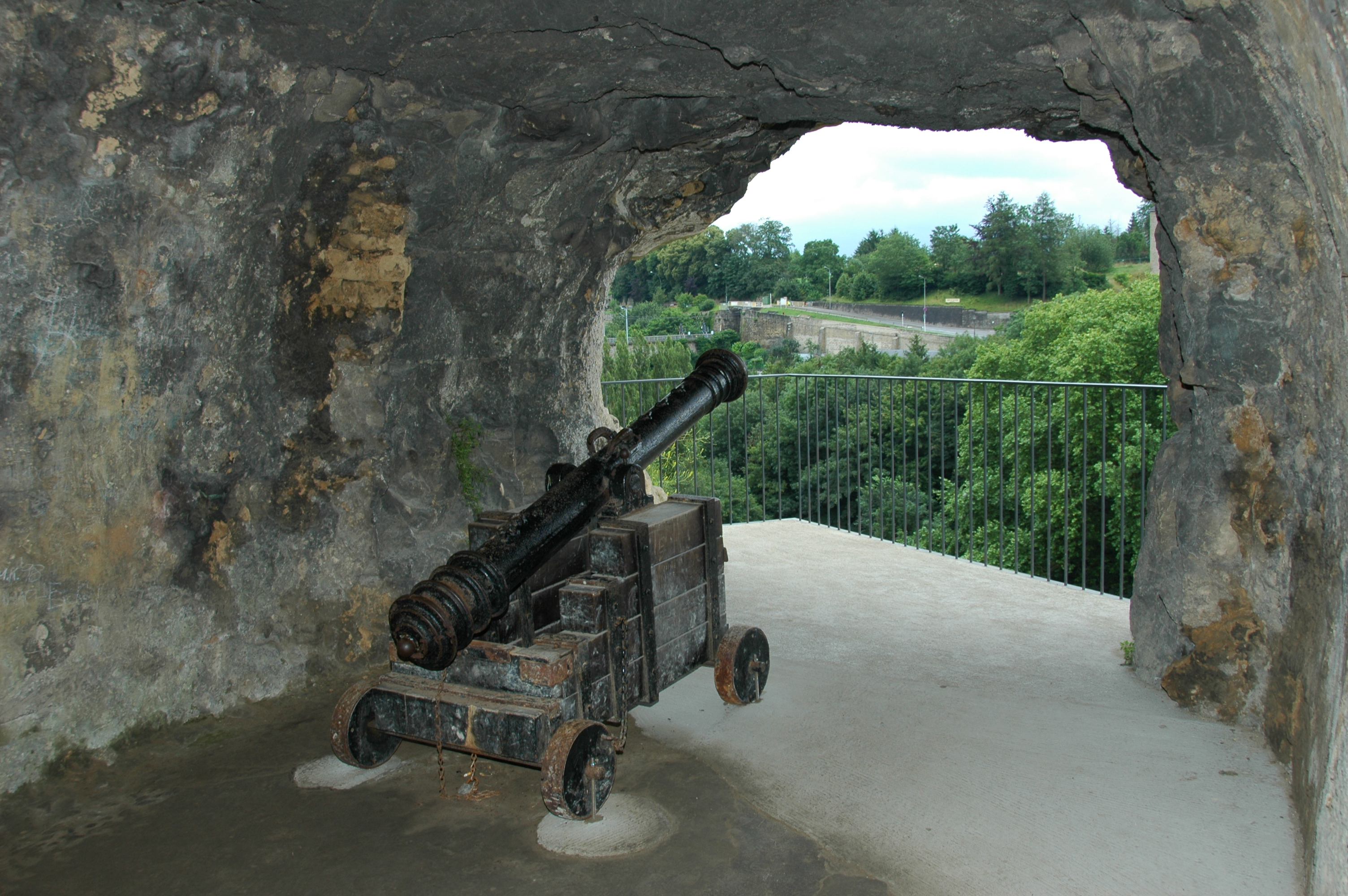
Blick aus den Kasematten